# Estadio Paul Brown
El Paul Brown Stadium (oficialmente por motivos de patrocinio Paycor Stadium) es un recinto deportivo ubicado en la ciudad de Cincinnati, Ohio, Estados Unidos. Alberga los partidos que disputan como locales los Cincinnati Bengals de la National Football League (NFL) y tiene una capacidad para 65.515 espectadores.

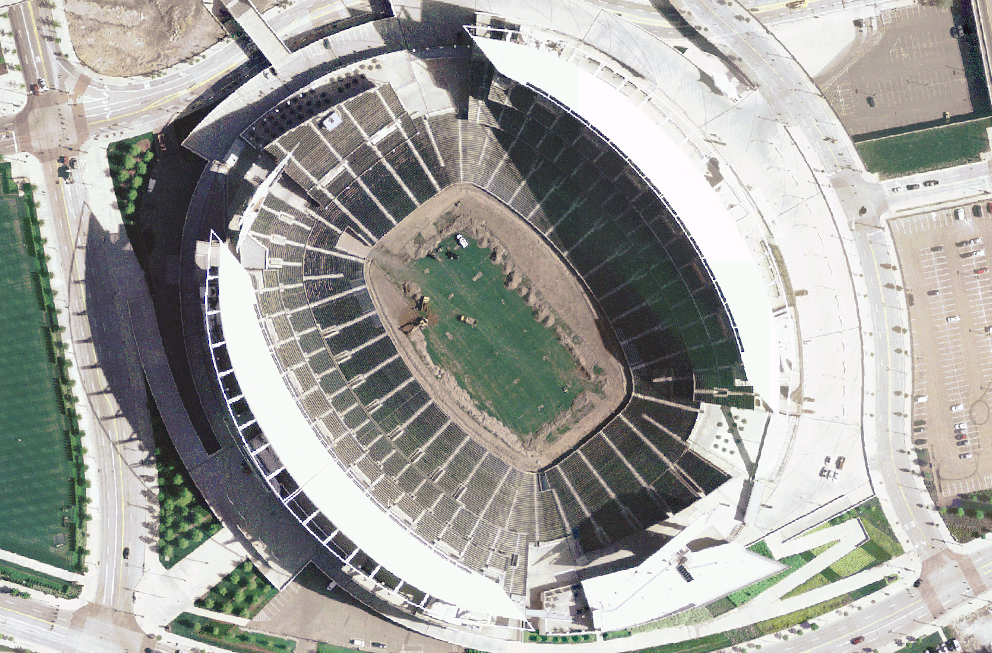
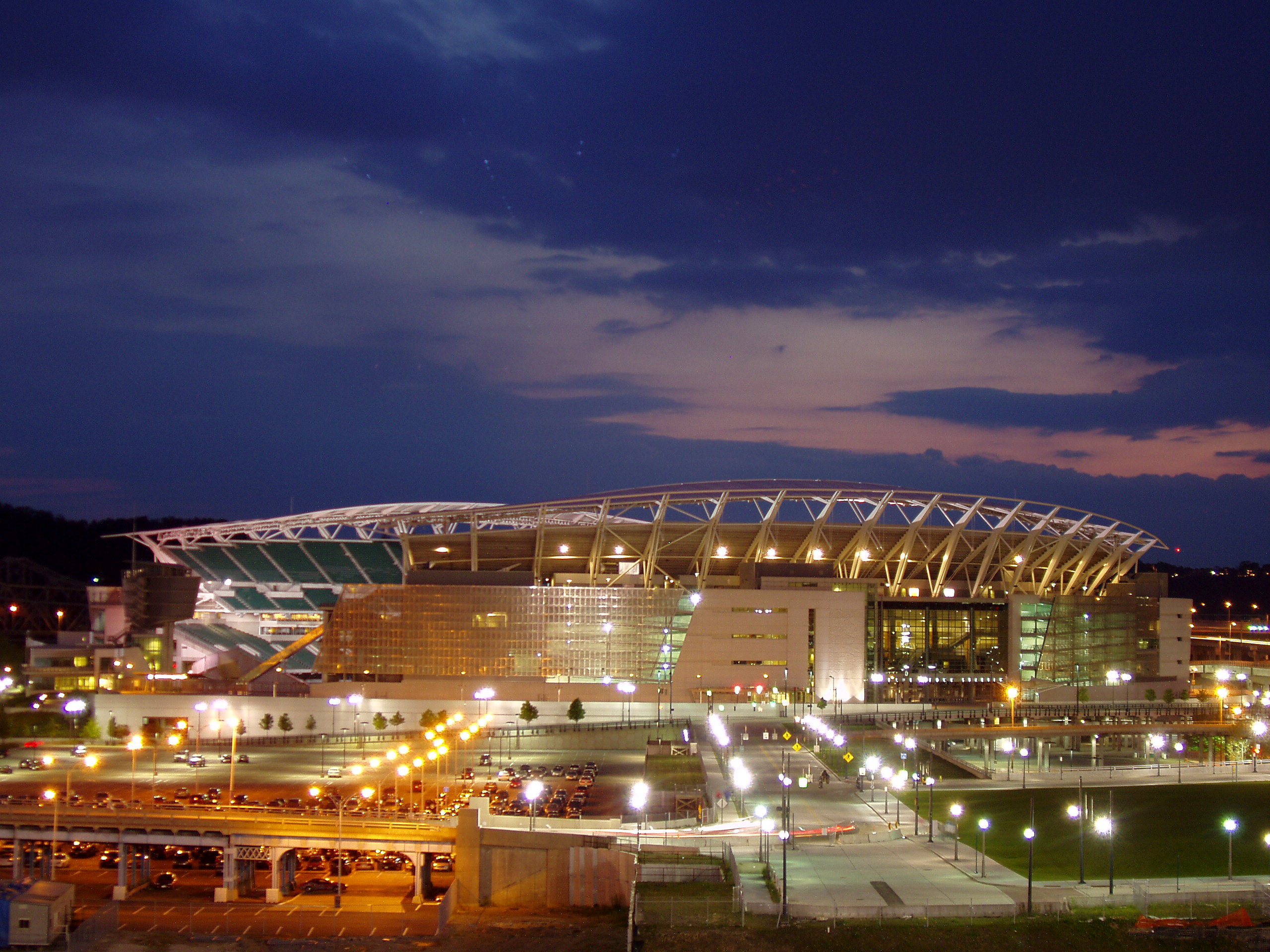